# Droga krajowa B81 (Austria)
Droga krajowa B81 (Bleiburger Straße) – droga krajowa w Austrii. Krótka droga prowadzi od skrzyżowania z Lavamünder Straße wzdłuż granicy ze Słowenią w kierunku zachodnim do miejscowości Sittersdorf, gdzie kończy się na krzyżówce z Seeberg Straße.